# Texasville
Série
La Dernière Séance
(1971)
Pour plus de détails, voir Fiche technique et Distribution.
Texasville est un film américain réalisé par Peter Bogdanovich et sorti en 1990. C'est la suite de La Dernière Séance (1971), du même réalisateur, qui se déroule 33 ans après. Tout comme le premier film, celui-ci est adapté d'un roman de Larry McMurtry.

## Synopsis
En 1984, Duane Jackson est désormais le riche chef d'entreprise d'une compagnie pétrolière proche de la faillite. Ses relations avec sa femme, Karla, et son fils Dickie sont mauvaises. Sonny Crawford a quant à lui un comportement de plus en plus erratique et un équilibre mental fragile. Après avoir parcouru le monde, Jacy Farrow revient en ville et dans la vie des deux hommes. 

## Fiche technique
- Réalisation : Peter Bogdanovich
- Scénario : Peter Bogdanovich, d'après le roman Texasville de Larry McMurtry
- Photographie : Nicholas Josef von Sternberg
- Montage : Richard Fields
- Sociétés de production : Cine-Source et Nelson Entertainment
- Pays de production :  États-Unis
- Langue originale : anglais
- Format : Couleur - 1,85:1 - son monophonique
- Genre : Drame
- Durée : 123 minutes
- Dates de sortie : 
  - États-Unis : 28 septembre 1990

## Distribution
- Jeff Bridges : Duane Jackson
- Timothy Bottoms : Sonny Crawford
- Cybill Shepherd : Jacy Farrow
- Cloris Leachman : Ruth Popper
- Randy Quaid : Lester Marlow
- Annie Potts : Karla Jackson
- William McNamara : Dickie Jackson
- Eileen Brennan : Genevieve Morgan

## Accueil
Le film a été un échec au box-office, ne rapportant que 2 268 000 $ aux États-Unis.
Il recueille 55 % de critiques favorables, avec une note moyenne de 5,4/10 et sur la base de 22 critiques collectées, sur le site Rotten Tomatoes.